# Gemeentelijk Vervoerbedrijf Groningen

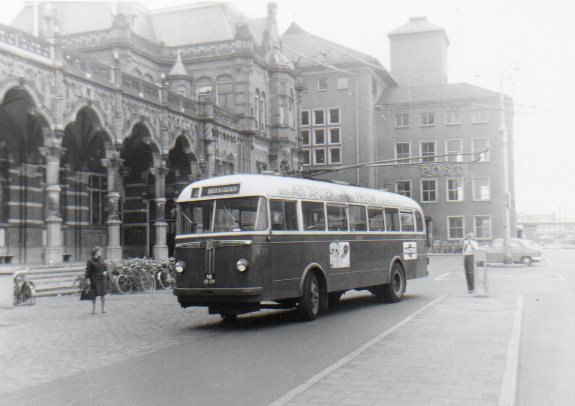
GVG-trolleybus 109 bij het Hoofdstation in 1965.

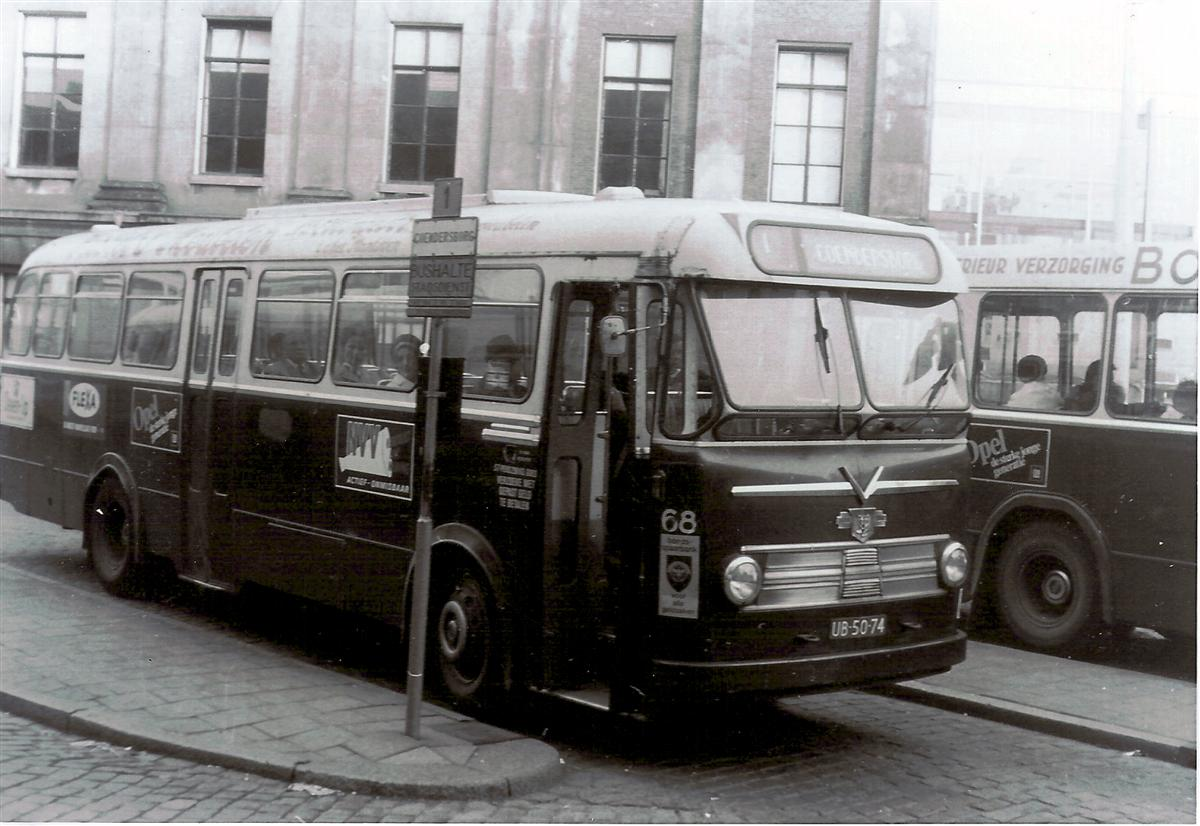
GVG-bus 68 (Leyland Tiger Cub / Verheul, bouwjaar 1961) op de Grote Markt.

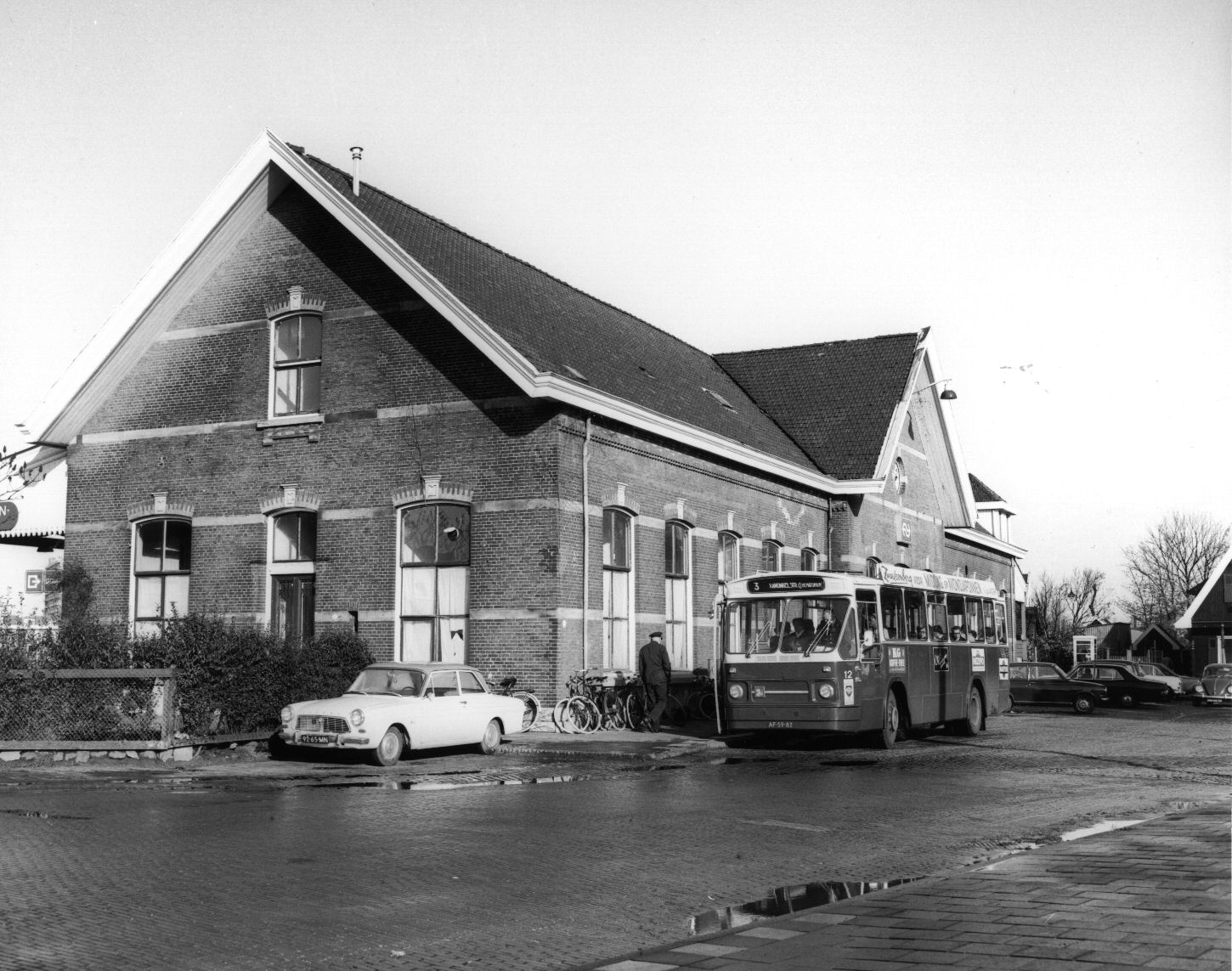
GVG-bus 12 op lijn 3 voor Station Groningen Noord; 5 november 1970.

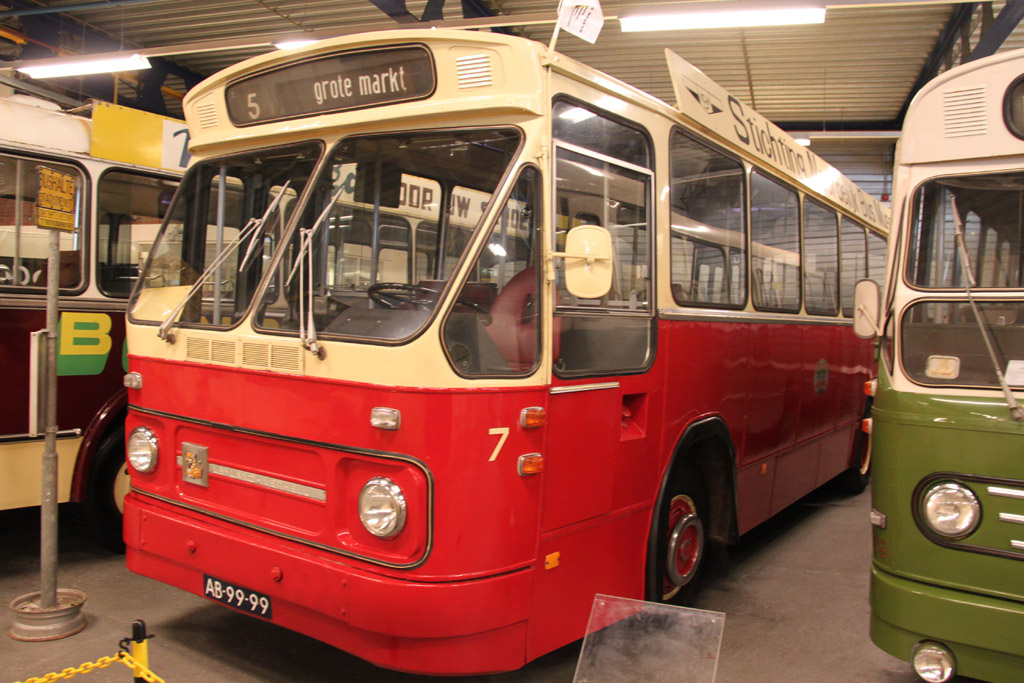
GVG-bus 7, Leyland-Verheul LVS560, bouwjaar 1968, in het Nationaal Bus Museum.

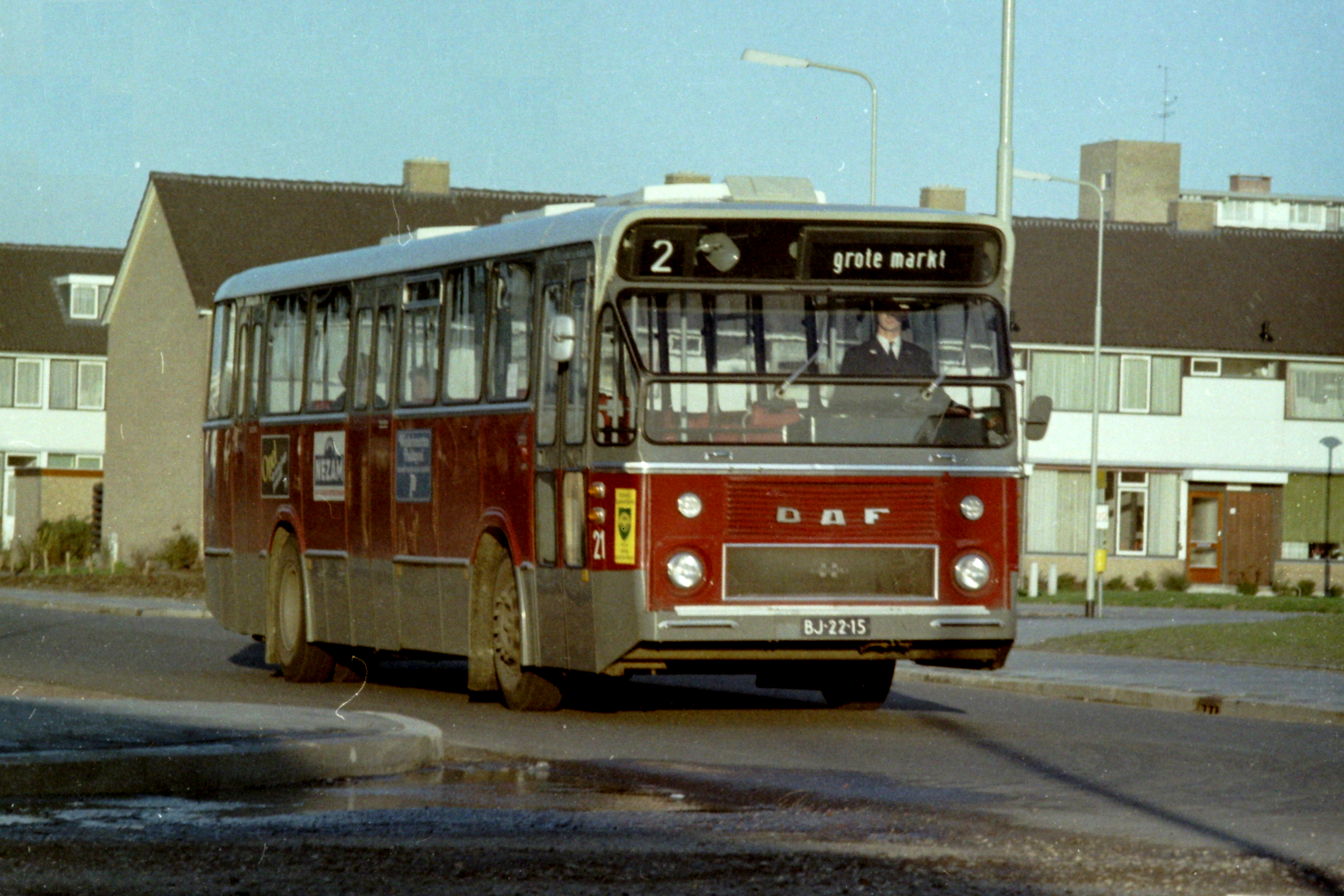
Eerste standaardbus in Groningen op lijn 2.

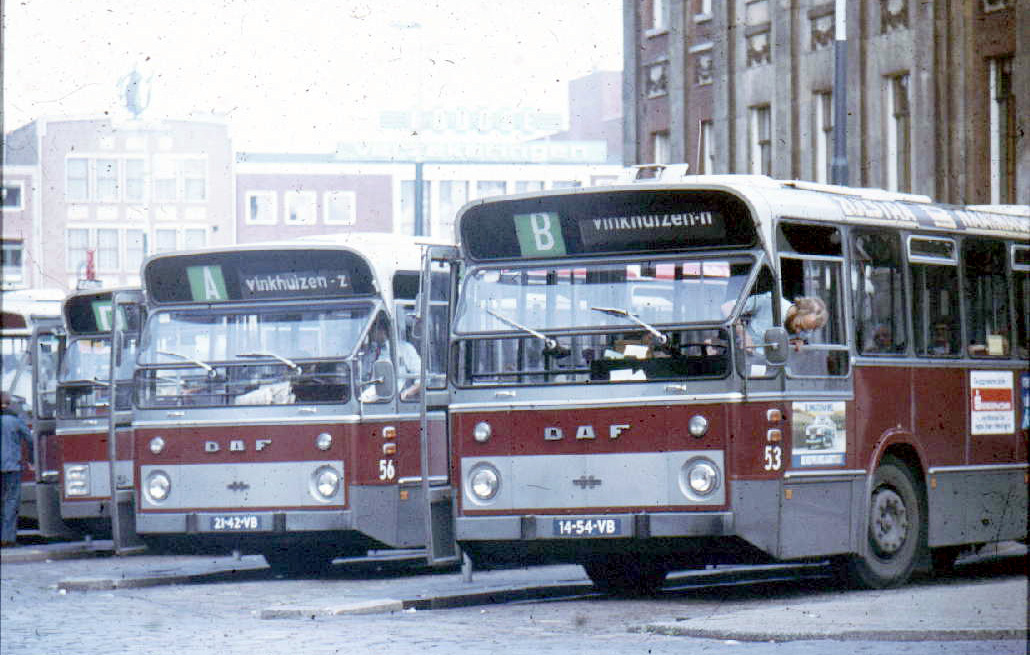
Stadsbussen op de Grote Markt tijdens de "Groene weken", zichtbaar aan de "groene" lijnletters in plaats van lijncijfers.

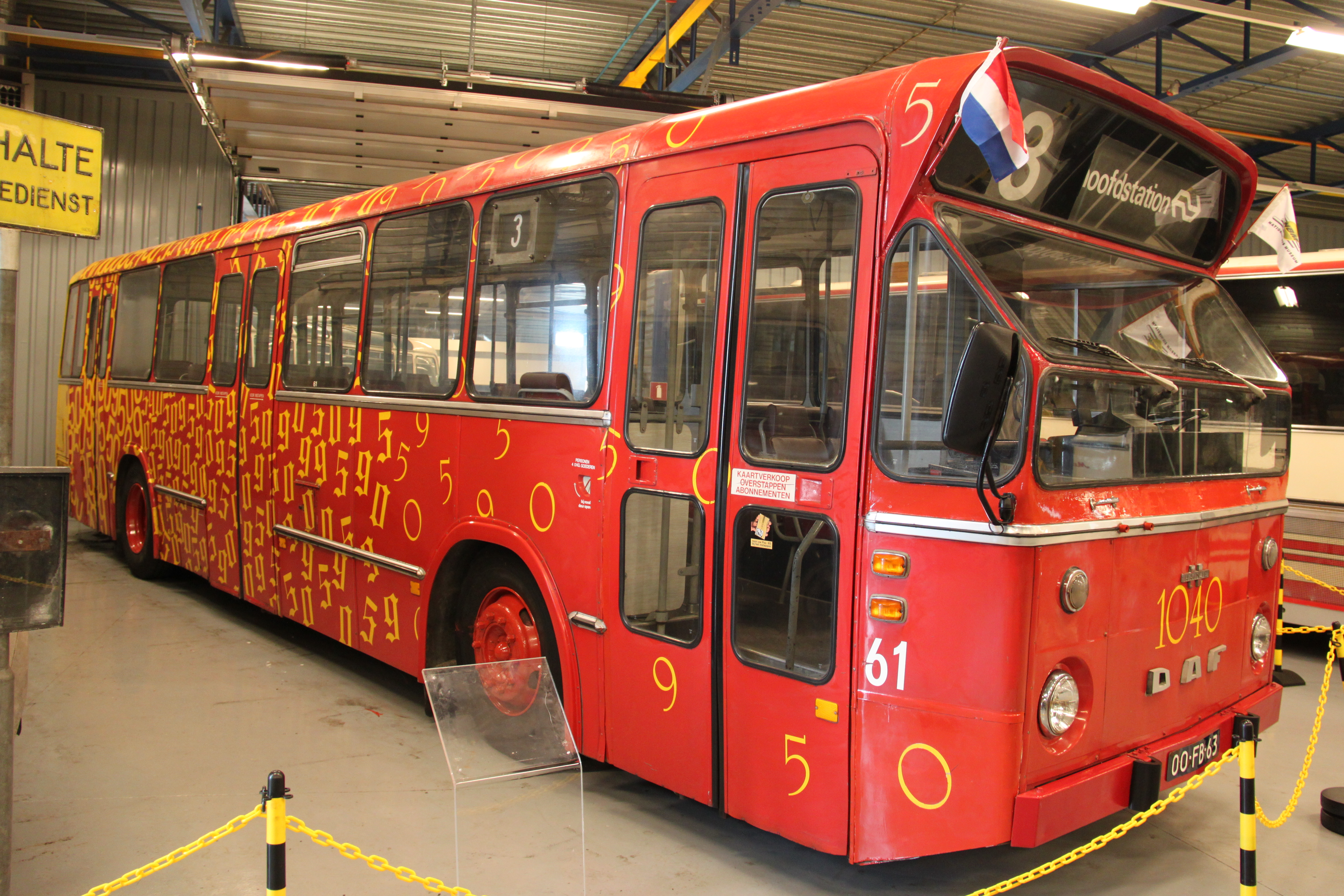
CSA-bus uit Groningen.

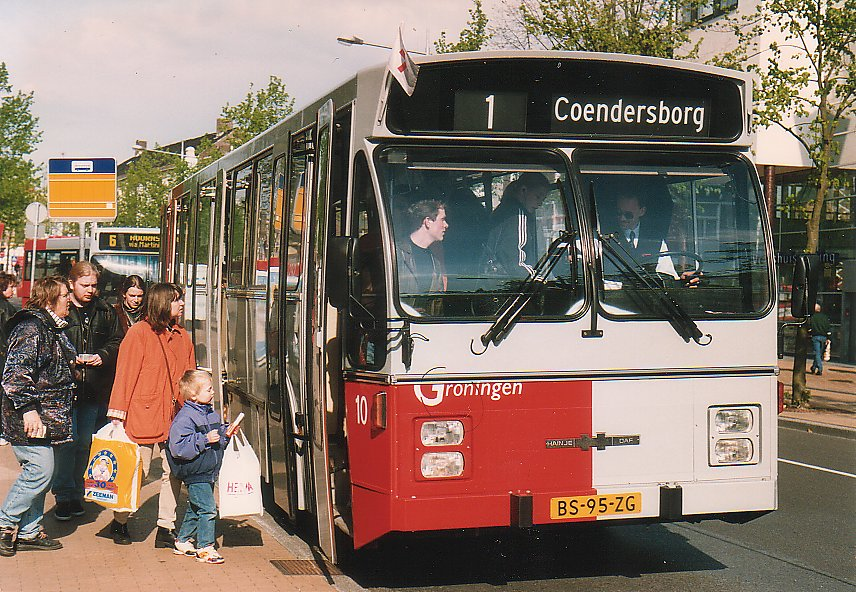
Bus 10, type CSA-II, van het Gemeentelijk Vervoerbedrijf Groningen te Groningen.

Het Gemeentelijk Vervoerbedrijf Groningen (GVB) was het gemeentevervoerbedrijf van de gemeente Groningen. In 1956 werd de benaming GVG ingevoerd als opvolger van de GTG (Gemeentetram Groningen), in 1971 werd het gewijzigd in het GVB.

## Voorgeschiedenis
Op 1 maart 1906 werd de Gemeentram Groningen (GTG) opgericht omdat de gemeente de tramlijn tussen het Noorderstation en het Sterrebos zelf wilde exploiteren. De private maatschappij TGP die tot dan toe deze tramlijn exploiteerde droeg per 28 april 1906 deze lijn in eigendom over aan de GTG, waarna de TGP werd geliquideerd.
Op 1 maart 1910 ging de elektrische tram rijden, aanvankelijk met twee lijnen. Vanaf 1921 had het tramnet vijf lijnen, waaronder de buitenlijn (lijn 5) naar Haren en De Punt (opgeheven in 1939). In 1924 kwam de eerste autobusdienst in Groningen, tussen de Grote Markt en de Oranjewijk. Tramlijn 2, tussen Kostverloren en de Oosterpoort, werd in 1927 als proef vervangen door een trolleybusdienst. Dit was de allereerste trolleybuslijn in Nederland. Wegens succes bleef deze rijden. In 1949 werden de laatste twee tramlijnen (1 en 3) ook vervangen door trolleybussen.

## Gemeentetram wordt Gemeentelijk Vervoerbedrijf
Na de bevrijding in 1945 gingen de beide tramlijnen en de trolleybuslijn die Groningen rijk was, weer rijden. Daarna volgde in de jaren 1947 en 1948 de uitbouw van het autobuslijnennet. In december 1949 werden de tram- en trolleybuslijnen door een reorganisatie tijdelijk met autobussen gereden, waarna deze lijnen in de loop van 1950 als vernieuwde trolleybuslijnen in dienst werden gesteld. De tramlijnen waren hiermee verdwenen.
In 1956 werd de benaming Gemeentelijk Vervoerbedrijf Groningen ingevoerd als opvolger van de Gemeentetram Groningen. Het bedrijf kreeg in 1971 een officieel logo met de tekst GVB.

## Bedrijfsvoering
Tussen 1963 en 1965 werden de trolleybussen vervangen door dieselbussen, waardoor enige routewijzigingen konden worden doorgevoerd. In 1965 werd tijdens kraanwerkzaamheden de bovenleiding losgetrokken. Omdat het trolleynetwerk niet veel later buiten dienst zou worden gesteld, werd besloten de bovenleiding niet meer te repareren. In de periode van 1971 tot en met 1973 volgde een herstructurering van het lijnennet op basis van het advies in het Plan Lehner. Ook verschenen er lijnen naar nieuwe wijken zoals Lewenborg en Beijum en werd de bediening van Hoogkerk na annexatie door Groningen in de stadsdienst opgenomen, aanvankelijk in samenwerking met de GADO. Het busstation op de Grote Markt werd door het advies verplaatst naar het hoofdstation.
In de hoogzomer werd in 1975 een aangepast net ingevoerd onder de naam "Groene weken". Hierbij werd lijn 1 tijdelijk opgeheven (alternatief waren de streeklijnen van de GDS) en andere lijnen tijdelijk aangepast en samengevoegd waarbij de lijnletters A t/m E in plaats van de lijncijfers 2 t/m 7 werden gevoerd. Alleen lijn 8 naar Hoogkerk (gedeeltelijke exploitatie GADO) en lijn 9 naar de woonschepenhaven (exploitatie door garage Hafkamp) bleven ongewijzigd. Dit was noodzakelijk om voldoende chauffeurs verlof te kunnen verlenen in die periode. In het voorjaar van 1977 was het door een hoog ziekteverzuim noodzakelijk deze nooddienst al vanaf 14 mei tijdelijk in te voeren. Deze lijnvoering bleef in de hoogzomer in de jaren daarna, afgezien van enkele wijzigingen zoals lijncijfers vanaf 1987, tot en met de zomer van 1991 gehandhaafd.
In de jaren zestig werden voornamelijk bussen van het merk Leyland aangeschaft. Na die tijd werden de stadsbussen in Nederland gestandaardiseerd en ging ook Groningen vanaf 1971 over op de standaard stadsbus type CSA-I. Vanaf 1984 kwamen er bussen van het type CSA-II in dienst, de gemoderniseerde versie van de CSA-I. De meeste CSA-bussen waren gebouwd met een Hainje carrosserie op een DAF chassis. In de jaren negentig reed het GVB vooral met bussen van het model Mercedes-Benz O405, zowel standaard als geleed.
In 1983 verhuisde het GVB vanaf de garage/stalling aan de Akkerstraat, nabij het Noorderstation, naar de nieuwe garage/stalling aan de Sontweg naast de veemarkt (tegenwoordig Ikea vestiging).

## Verder verloop
Op 1 mei 1994 werd het GVB door verzelfstandiging omgezet in een naamloze vennootschap met de gemeente Groningen als enig aandeelhouder. De naam werd NV Groninger Vervoerbedrijf, eveneens afgekort tot GVB. In datzelfde jaar werd er verder gesproken over een mogelijke fusie tussen streekvervoerder GADO en het GVB, maar ook het Amerikaanse bedrijf Vancom toonde interesse in een overname van het stadsvervoerbedrijf.
In 1995 werd de laatste grote aankoop gedaan. Er werden zes bussen besteld met een DAF-motor en Berkhof 2000NL-carrosserie, die op lpg reden. De gastanks waren niet op het dak, maar onder de verhoogde vloer gemonteerd.

## Verkoop
Op 1 januari 1998 werd het GVB uiteindelijk verkocht aan Vancom voor 11,2 miljoen gulden, bij het bedrijf werkten destijds 340 mensen. Het Amerikaanse bedrijf voerde overigens al sinds maart 1995 het management van het bedrijf uit. Vancom verkocht het GVB een paar weken later door aan Arriva Personenvervoer Nederland voor een kleine 50 miljoen gulden, omdat Vancom geen mogelijkheden zag om door te groeien in Nederland. Na de komst van Arriva verdwenen de rode bussen uit het straatbeeld. Bovendien wilde Arriva met haar komst de Nationale Strippenkaart op de Groningse bussen afschaffen en vervangen door de "tripperpas". Dit is een elektronisch betaalmiddel dat de reizigers bij het in- en uitstappen langs een kaartlezer moeten houden. De strippenkaart werd uiteindelijk niet afgeschaft en het duurde nog jaren voor het elektronische betaalsysteem onder de huidige naam OV-chipkaart werd ingevoerd. Arriva heeft de naam van het GVB op 2 april 1998 gewijzigd in NV Arriva Groningen. Deze dochteronderneming voerde de Groninger stadsdienst uit tot 13 december 2009, toen de concessie werd overgenomen door Qbuzz met bussen in een rood / grijze kleurstelling, die doet terugdenken aan de kleuren van het GVB.

## Materieeloverzicht
Deze lijst is mogelijk incompleet. U wordt uitgenodigd op bewerken te klikken om de lijst uit te breiden.
| Nummer                                                                                         | Type                                                             | Bouwjaar                                      | Uit dienst | Herkomst                          | Aantal    | Opmerkingen | Afbeelding |
| ---------------------------------------------------------------------------------------------- | ---------------------------------------------------------------- | --------------------------------------------- | ---------- | --------------------------------- | --------- | --- | ---------- |
| 101-106                                                                                        | ACD / Verheul (trolley)                                          | 1927-1928                                     | 1958       | GTG (Gemeentetram Groningen)      | aantal 6  | in 1951 voorzien van nieuwe carrosserie, ex 1-6 |            |
| 107-116                                                                                        | Kromhout / OC Oerlikon (trolley)                                 | 1949-1950                                     | 1965       | GTG                               | aantal 10 | |            |
| 117-124                                                                                        | DAF / Smit Slikkerveer (trolley)                                 | 1949-1950                                     | 1965       | GTG                               | aantal 8  | |            |
| 125,126                                                                                        | DAF / Smit Slikkerveer (trolley)                                 | 1960                                          | 1965       | GVB (Gemeentelijk Vervoerbedrijf) | aantal 2  | modernere carrosserie, hebben slechts 5 jaar dienst gedaan |            |
| 42-46, 47-53, 54-57, 58-61, 62,63, 64-69, 70-77, 78-85, 86,87, 88-91                           | Leyland-Leopard / Tiger Cub / Verheul                            | 1955-1957, 1959, 1961, 1963, 1964, 1965, 1966 | 1968-1977  | GTG (42-46), GVB (47-91)          | aantal 50 | |            |
| 92-97                                                                                          | Leyland / Den Oudsten                                            | 1967                                          | 1978       | GVB                               | aantal 6  | |            |
| 1-11, 12-16, 17                                                                                | Leyland-Verheul LVS560                                           | 1968, 1970, 1971                              | 1978-1981  | GVB                               | aantal 20 | De bussen 5-7 waren semi-tourbussen met extra zitplaatsen voor rondritten in de stad. De bussen 17-20 konden door brand op 9 december 1970 bij Verheul niet afgebouwd worden. Bus 17 kon bij Domburg in Monster afgebouwd.                    |            |
| 18-23 en 24-26, 27-33, 34-37, 38-42, 43-47, 48-52, 53-57, 58-69, 70-74, 75-83, 84-89; 250, 251 | DAF / Hainje CSA1                                                | 1971-1981                                     | 1984-1997  | GVB                               | aantal 69 | 21-26 afgeleverd als 18-23, na ingebruikname werden 18-20 vernummerd in 24-26. 43, 44 en 47-52 in 1989 en 1990 langdurig verhuurd aan GVB (Amsterdam) en daar 398-405 genummerd. De bussen 61-63 waren semi-toerbussen met extra zitplaatsen. |            |
| 90-97, 1-8, 9-14, 15-19                                                                        | DAF / Hainje CSA2                                                | 1984-1987                                     | 2000-2004  | GVB                               | aantal 27 | bij Arriva in 1999 vernummerd tot 590-597, 501-519, (16; 1989 verbouwd tot Aardgas-bus, 1996 verbouwd tot lpg-bus en vernummerd: 200) |            |
| 120                                                                                            | Mercedes Benz 0405 Mannheimer                                    | 1987                                          |            | GVB                               | aantal 1  | de bus ging eerst naar het bedrijf Groninger Huur Auto en later als bus 120 naar het GVB. |            |
| 121-132, 139-141                                                                               | Mercedes Benz 0405 Mannheimer (aanpassingen door Zabo)           | 1989, 1991                                    |            | GVB                               | aantal 15 | oorspronkelijk wagennummers 21-32 maar omdat er nog gegevens van de afgevoerde CSA1 wagens met die nummers in de GVB-computer aanwezig waren vernummerd in 121-132. De bussen 140-141 waren semi-tourwagens met extra zitplaatsen.            |            |
| 133-136, 137-138, 142-152, 153-157                                                             | Mercedes Benz 0405G Mannheimer (geleed) (aanpassingen door Zabo) | 1990, 1991, 1992, 1993                        |            | GVB                               | aantal 22 | |            |
| 201-206                                                                                        | DAF/Berkhof LPG                                                  | 1995                                          |            | GVB (Groninger Vervoerbedrijf)    | aantal 6  | De laatste bussen die het bedrijf heeft gekocht. De gastanks zitten onder de vloer tussen vooras en uitstapdeur. |            |

### Stembussen
Doordat de bussen van het type CSA aan vervanging toe waren, werd bij het GVB besloten tot het organiseren van een stemming door het publiek. Na 5 oktober 1987 kwamen er bij het GVB proefbussen in dienst:
- stembus 1 bus 20, van het type Hainje en DAF. Deze bus is na verbouwing van het aantal deuren bij het GVB gebleven.
- stembus 2 bus 200, van het type Mercedes-Benz O405. Deze bus ging eerst naar het bedrijf Groninger Huur Auto en later als bus 120 naar het GVB.
- stembus 3 bus 100, van het type Hainje en Volvo. Deze bus ging als bus 397 naar het Gemeentevervoerbedrijf Amsterdam.
- stembus 4 bus 4380, was een bus van het type Säffle / Volvo B10M-60 (Cumulo) van Storstockholms Lokaltrafik (SL). Deze heeft twee weken zonder publiek gereden om ervaring op te doen met het hybride systeem.

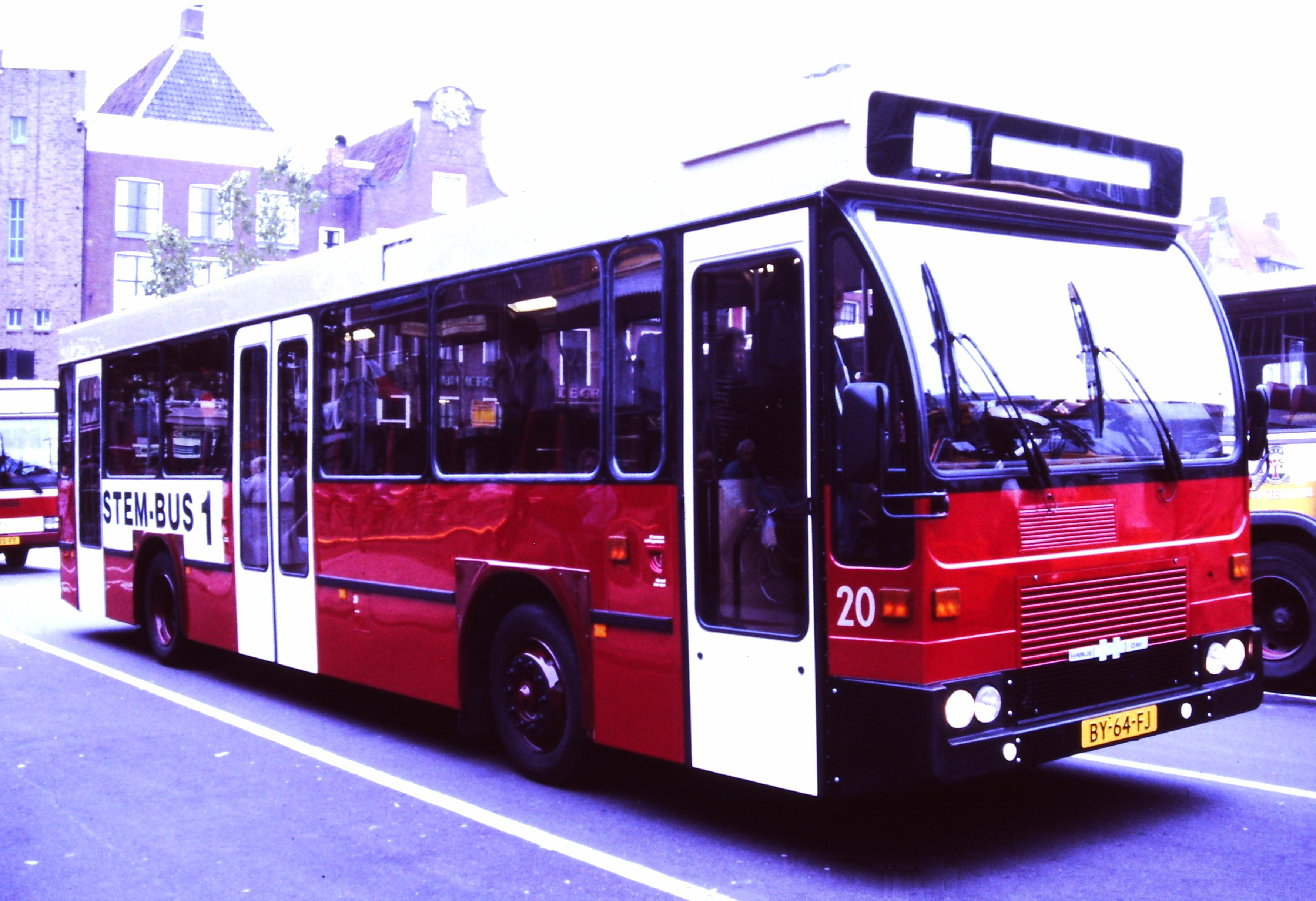
Stembus een: (GVB) bus 20
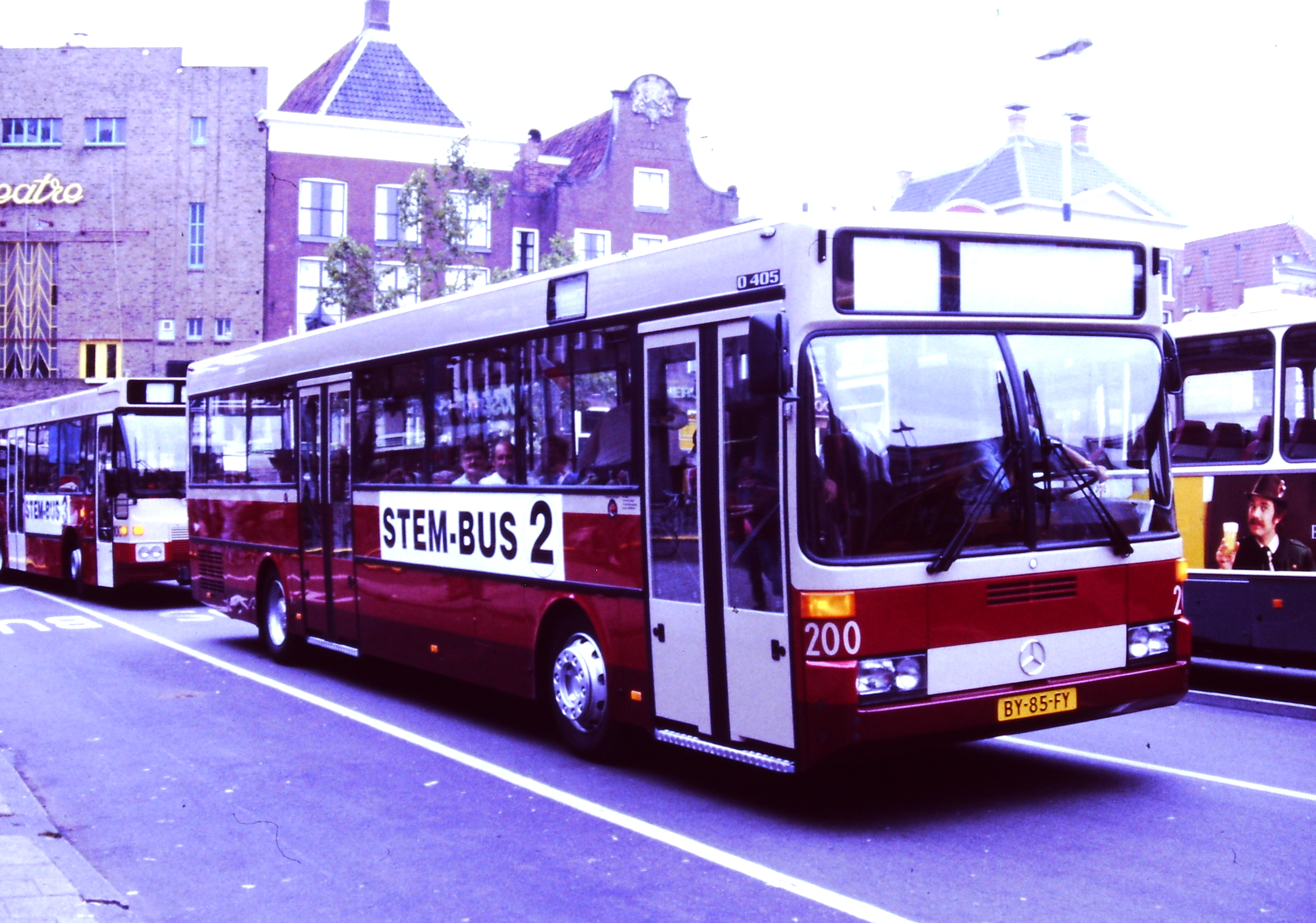
Stembus twee: (GVB) bus 200
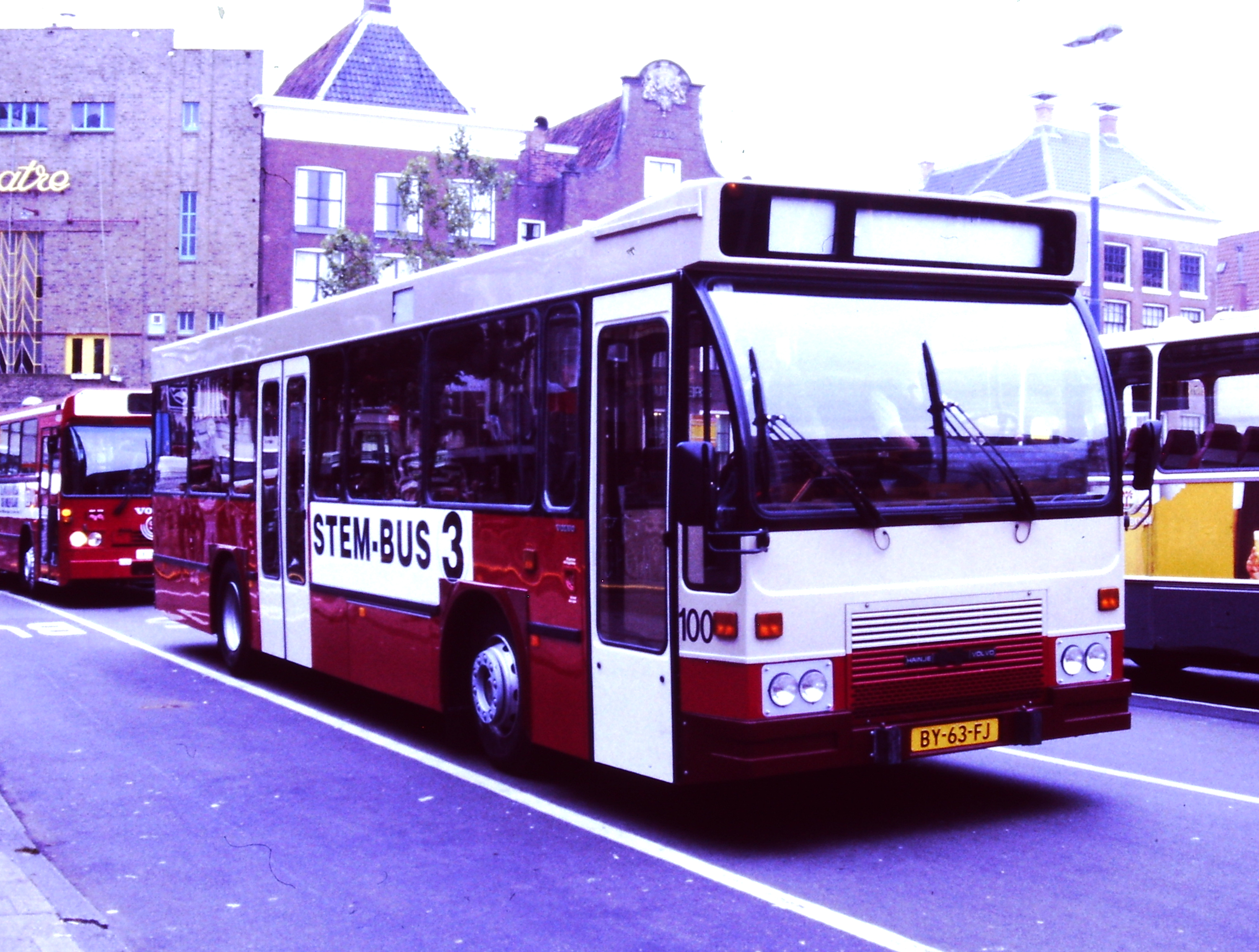
Stembus drie: (GVB) bus 100
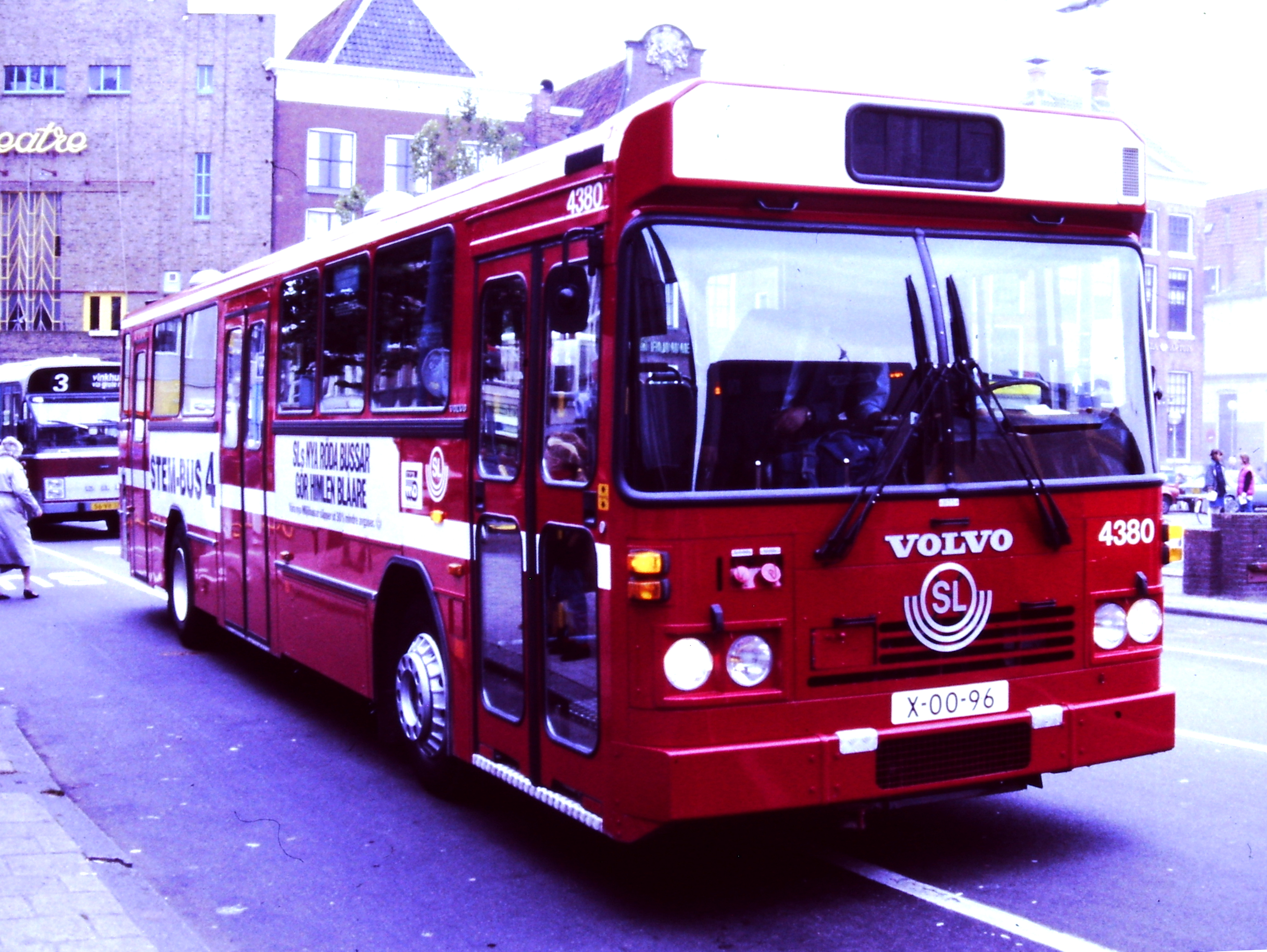
Stembus vier: Storstockholms Lokaltrafik (SL) bus 4380